# Гай Цеймерна
Гай Цеймерна — ботанічна пам'ятка природи місцевого значення в Україні. Об'єкт природно-заповідного фонду Сумської області. 
Розташована в межах Липоводолинського району Сумської області, у лісовому масиві на околиці села Великий Ліс.
Площа — 2,8 га. Статус надано 04.08.2006 р. Перебуває у віданні ДП «Липоводолинський агролісгосп». 
Охороняється ділянка липово-кленово-дубового лісу — залишок паркового насадження колишнього місцевого поміщика Цеймерна. Тут зростають екзотичні породи дерев: модрина європейська, граб східний, ялина європейська та ін. 
Трапляються види тварин, занесених до Червоної книги України — стрічкарка блакитна, махаон, Європейського червоного списку — дукачик непарний, списку регіонально рідкісних видів — стрічкарка вербова, а також 18 видів земноводних та птахів, що перебувають під охороною Бернської конвенції.
Пам'ятка має особливе природоохоронне, наукове, еколого-освітнє, історико-культурне та виховне значення. 